# Прогноївськ
Прогноївськ, Прогноїнськ — запорозьке козацьке містечко, центр Прогноївської паланки.
Тут стояв передовий запорозький пост, що спостерігав за рухом кримських татар у Криму й турків у Очакові й охороняв усіх посланців, солепромисловців, купців, котрі їхали через південну окраїну запорозьких вольностей в Очаків, Прогній та Крим.
Було розташоване біля сучасного села Геройське Голопристанського району Херсонської області.